# Amata clementsi
Amata clementsi är en fjärilsart som beskrevs av George Francis Hampson 1901. Amata clementsi ingår i släktet Amata och familjen björnspinnare. Inga underarter finns listade i Catalogue of Life.